# Władysław Rabski

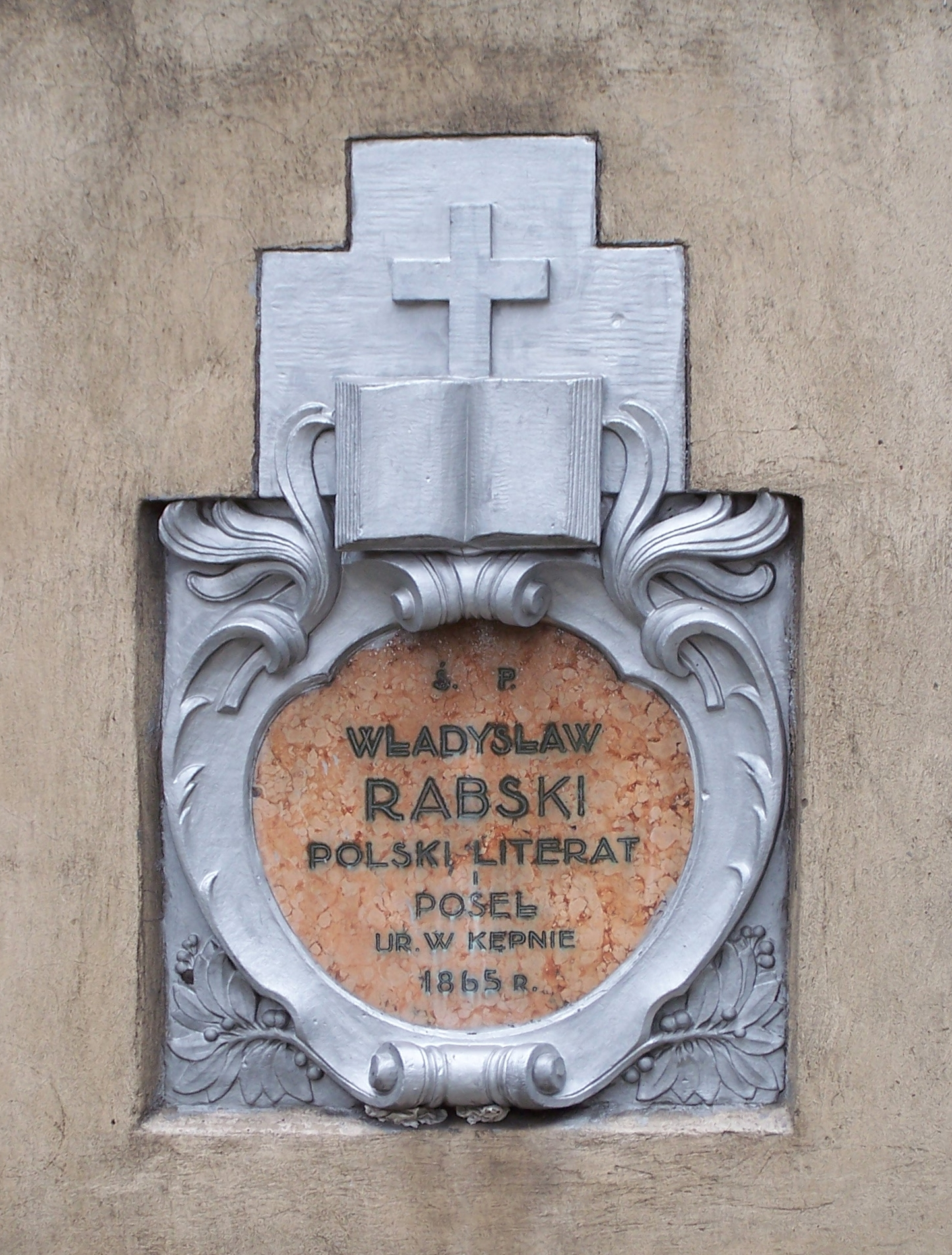
Tablica upamiętniająca Władysława Rabskiego na ścianie kościoła rzymskokatolickiego w Kępnie

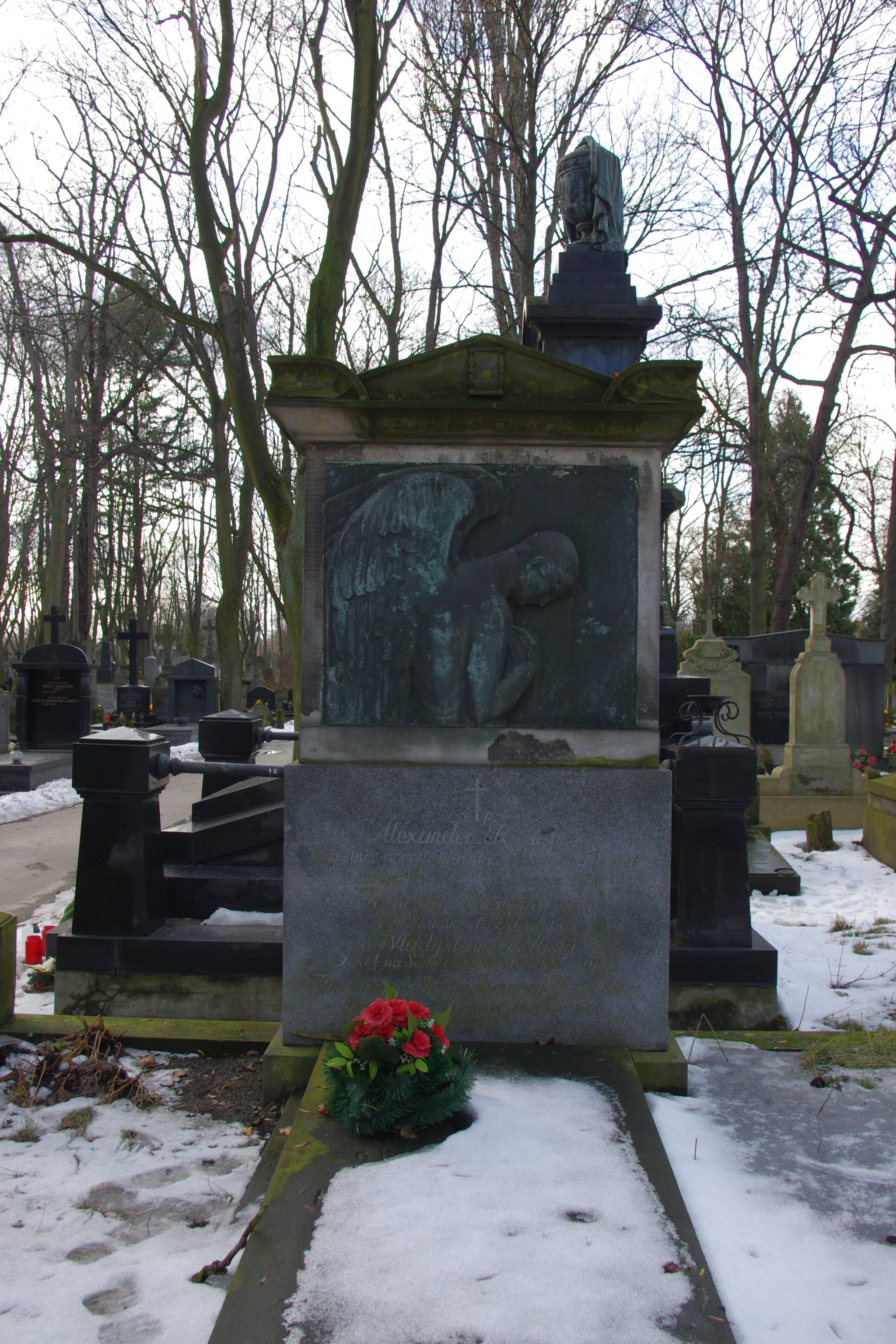
Grobowiec historyka Aleksandra Kraushara, jego córki Zuzanny Rabskiej i jej męża Władysława Rabskiego na cmentarzu Powązkowskim w Warszawie

Władysław Rabski, ps. Kaprys, Lector i Sulla (ur. 27 kwietnia 1865 w Kępnie, zm. 31 lipca 1925) – polski krytyk literacki i teatralny, publicysta, pisarz i dramaturg, poseł na Sejm I kadencji w II RP z ramienia Związku Ludowo-Narodowego.

## Życiorys
Gimnazjum ukończył w Poznaniu, później zapisał się na wydział filozoficzny wszechnicy berlińskiej, w 1892 otrzymał stopień doktora filozofii na podstawie rozprawy pt. Über die Satiren des Christoph Opaliński. Wcześnie poświęcił się dziennikarstwu, zamieszczając cały szereg wierszy i nowel w czasopismach poznańskich i warszawskich. Po otrzymaniu dyplomu uniwersyteckiego osiadł w Poznaniu, gdzie w latach 1892–1894 pracował w „Dzienniku Poznańskim”, następnie został powołany na stanowisko redaktora naczelnego nowo powstałego w 1895 „Przeglądu Poznańskiego”, który redagował do jego likwidacji w 1896. Był członkiem Ligi Narodowej w 1898 roku.
Po zamknięciu „Przeglądu Poznańskiego” przeniósł się do Warszawy, pisując do „Ateneum”, „Głosu”, „Prawdy”, „Tygodnika Ilustrowanego”, „Wieku” i „Kurjera Warszawskiego”. W czasie I wojny światowej mieszkał w Petersburgu. W lipcu 1917 roku został członkiem Rady Polskiej Zjednoczenia Międzypartyjnego w Moskwie.
W II Rzeczypospolitej od 1922 poseł na Sejm z ramienia Narodowej Demokracji. W Sejmie Rzeczypospolitej Polskiej I kadencji był członkiem klubu Związku Ludowo-Narodowego. W związku ze sprawą napadu na pociąg pod Łunińcem w 1924 został wyzwany na pojedynek przez wojewodę poleskiego Stanisława Downarowicza za rzekome zarzuty uwłaczające czci.
Został pochowany na cmentarzu Powązkowskim (kwatera 51-1-28).
Jego żoną była poetka i publicystka Zuzanna Rabska, a córką Aleksandra Stypułkowska.

## Twórczość
- Asceta (1893) – dramat
- Zwyciężony (1895) – dramat
- Światła i kwiaty. Myśli zebrane z utworów Henryka Sienkiewicza (1896)
- Teatr po wojnie. Premiery warszawskie 1918–1924 (1925) – zbiór recenzji
- Walka z polipem (1925) – zbiór felietonów